# Рэндолф, Харолд
Харолд Рэндолф (англ. Harold Randolph; 13 октября 1861, Ричмонд (Виргиния) — 6 июля 1927, Нортист-Харбор, штат Мэн) — американский музыкальный педагог, пианист и дирижёр.
Окончил Консерваторию Пибоди по классу фортепиано, ученик Карла Фельтена и Наннетты Фальк-Ауэрбах (ученицы Клары Шуман). В 1885 г. дебютировал с консерваторским оркестром как солист, в дальнейшем выступал с ним и в качестве дирижёра. В конце 1880-х гг. выступал также вместе с оркестром Теодора Томаса, а позднее — с Бостонским симфоническим оркестром. После отъезда на родину директора консерватории, датского композитора Асгера Хамерика в 1898 г. занял его место и руководил консерваторией до конца жизни; за время его руководства число студентов увеличилось с 200 до 1400. Среди важнейших учеников Рэндолфа — этномузыковед Колин Макфи. Известно также, что Рэндолф был первым авторитетным профессионалом, прослушавшим 14-летнего Сэмюэла Барбера и рекомендовавшим ему профессионально посвятить себя музыке — в соответствии с собственным глубоким убеждением в том, что музыкой профессионально должен заниматься только тот, кто сам этого сильнейшим образом хочет.